# Saint-Arailles
 Saint-Arailles  là một xã của tỉnh Gers, thuộc vùng Occitanie, tây nam nước Pháp.